# Réservoir Mãe d'Água das Amoreiras
 (juin 2024).
Le réservoir Mãe d'Água das Amoreiras, mieux connu sous le nom de Mãe d'Água das Amoreiras, est le dépôt qui recueille l'eau de l'aqueduc des Eaux Libres, dans le district de Lisbonne. Il a été conçu en 1745 et construit dans le Jardim das Amoreiras et achevé en 1834.
Le réservoir Mãe d'Água das Amoreiras constitue actuellement l'un des quatre centres du Musée de l'Eau de Lisbonne.

## Histoire
Initialement conçue pour être construit entre São Roque et le parc du Palais des Comtes de Soure, Mãe d'Água a été conçu par l'architecte hongrois Carlos Mardel (1696 - 1763). Quelques maisons ont été démolies et le terrain nivelé. Le réservoir a été finalement construit à Campolide de Baixo, sur ordre de Sebastião José de Carvalho e Melo, plus connu sous le nom de Marquis de Pombal.
Mardel a travaillé à Mãe d'Água de 1745 à 1763, année de sa mort. Le projet était inachevé et fut repris par Reinaldo Manuel dos Santos (1731 - 1791) en 1772. Le changement d'architecte a également entraîné une modification de la conception du bâtiment, tant à l'intérieur qu'à l'extérieur. Le projet ne fut achevé qu'en 1834, sous le règne de Maria II, avec la construction du toit.
À ce bâtiment est rattaché un autre bâtiment, la Casa do Registo, d'où proviennent deux des principales galeries distributrices d'Águas Livres, Loreto et Esperança, en plus d'une troisième, plus petite, qui approvisionne Chafariz do Rato.

## Caractéristiques
Avec des lignes architecturales d'une sobriété inhabituelle, la construction repose sur une structure surélevée par rapport aux rues environnantes. A l'intérieur se trouvent une cascade et l'Arche d'Eau de 7,5 mètres de profondeur.

## Expositions
2015 : « À la lumière du jour, même les sons brillent. Wim Wenders découvre le Portugal. » Organisé par Anna Duque y González et Laura Schmidt. Organisation conjointe Fondation Wim Wenders, Festival du Film de Lisbonne et Estoril et Musée de l'Eau.